# 나이아가라 운동

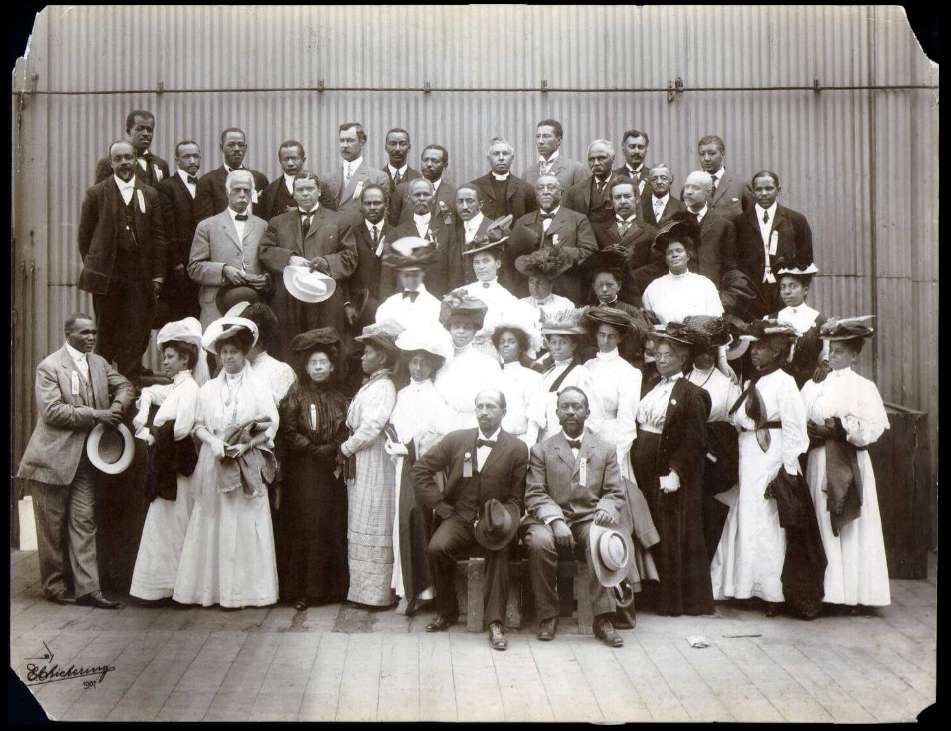

나이아가라 운동(영어: Niagara Movement)은 1905년 시민권 운동가들에 의해 설립 된 흑인 민권 단체로, 두 보이스와 윌리엄 먼로 트로터가 주도하여 설립되었다. 주된 참여자들은 아프리카계 미국인 변호사들이었다. 이 단체는 1905년 7월 첫 회의가 열렸던 온타리오 주 포트 이리 근처의 나이아가라 폭포 (Niagara Falls)의 이름을 따라, 그리고 그처럼 막강한 영감을 주는 변화를 이끌어내겠다는 목표에 따라 이름지어졌다. 나이아가라 운동은 인종 차별과 흑인의 참정권 박탈(disenfranchisement)을 반대하기 위해 조직되었다. 이 운동은 회원들이 동화 및 화합 (accommodation and conciliation) 정책이라고 믿었던 것에 반대하였다. 해당 정책은 부커 T. 워싱턴과 같은 아프리카계 미국인 지도자들이 장려한 것이었다.

## 한계와 의의
이 조직은 전국 규모의 흑인민권단체로서 흑인의 동등한 권리와 평등을 최초로 요구한 단체였다. 비록 이 운동이 두 보이스의 지도하에 약간의 진전을 보였으나, 5년이 채 되지 않아 와해되었다. 그러나 짧은 역사에도 불구하고, 이 운동은 1909년 전미 흑인 지위 향상 협회가 결성되는데 있어서 매우 중요하게 기여했다.